# Арконс
Арконс (фр. Arconce) је река у Француској. Дуга је 100 km. Улива се у Лоару. 